# E552号線
E552号線 (E552ごうせん、英: European route E552) はドイツのミュンヘンとオーストリアのリンツを結ぶ、欧州自動車道路のBクラス幹線道路。

## 経路
- ドイツ
  - E45, E53, E52, E54, E533 - ミュンヘン
  - ノイエッティング（ドイツ語版）
  - ジムバッハ（ドイツ語版）

- オーストリア
  - ブラウナウ・アム・イン – Altheim – Ort im Innkreis
  - Ried im Innkreis – ヴェルス
  - E55, E60 - リンツ